# 帝王飯店縱火案
帝王飯店縱火案是台灣一宗嚴重縱火案件，發生於民國74年(1985年)4月1日，釀成26死10傷。兇徒四人因為友人在臺南市西區（現中西區）友愛街帝王大飯店追求一名女服務生不成，持汽油在飯店大門口縱火，造成這起事故。

## 案發過程
王金定、林志鴻兩人於案發前一天的1985年3月31日因友人鄭志平（當時十七歲，未成年）不滿在帝王飯店地下室酒店服務花名「婷婷」的女服務生月碧惠，有意疏遠鄭的友人呂秋明，三人乃與王金定的友人陳東榮共謀砸店教訓「婷婷」，王金定提議放火燒飯店，遂於次日深夜十一時許，四人購妥汽油後，共乘一部計程車前往帝王飯店，鄭志平、王金定、陳東榮三人下車，由王金定把風，鄭志平開啟自動門後，把汽油袋交給陳東榮。陳東榮在餐廳樓梯口以汽油潑灑帝王飯店地下室樓梯出口，並引火燃燒，四人隨即坐上計程車逃離現場。火勢直到凌晨兩點半方撲滅，造成地下室酒店客人、服務生及樓上飯店服務生、旅客當場被燒死或為濃煙嗆死的共二十六人，受輕重傷者達十多人。

## 後續
案發後震驚社會，除陳東榮外，其他3名主嫌迅速被捕到案。1989年5月4日，中華民國最高法院判處王金定死刑，林志鴻無期徒刑確定，鄭志平則因案發時未成年僅判處有期徒刑15年。王金定後於同月15日在臺南縣歸仁鄉台灣台南監獄 (今法務部矯正署台南監獄)刑場執行槍決。林志鴻、鄭志平後陸續出獄。
因陳東榮展開逃亡，因此台南地方法院自1985年開始通緝陳東榮，通緝時效至2010年3月31日期滿，陳東榮逃亡24年後於2010年3月22日於嘉義縣民雄鄉落網，2012年1月12日死刑定讞，於2013年4月19日在臺南市歸仁區法務部矯正署台南監獄刑場槍決。
位於南台戲院斜對面的帝王飯店原址在荒廢多年後，於1998年拆除，改建為二層樓鐵皮屋，曾經營過服飾店，電玩店，惟地下室仍然封閉。

## 外部連結
- 帝王飯店縱火犯陳東榮　背26條人命今伏法 （页面存档备份，存于）